# Такушевське сільське поселення
Таку́шевське сільське поселення (рос. Такушевское сельское поселение) — муніципальне утворення у складі Теньгушевського району Мордовії, Росія. Адміністративний центр — село Такушево.

## Історія
Станом на 2002 рік існували Садова сільська рада (присілки Александровка, Нова Качеєвка, селища Садовий, Феклісов), Старокачеєвська сільська рада (село Стара Качеєвка, присілок Нагорна) та Такушевська сільська рада (села Веденяпіно, Такушево, селище Завод).
27 листопада 2008 року ліквідоване Садове сільське поселення (присілки Александровка, Нова Качеєвка, селища Садовий, Феклісов) було включено до складу Старокачеєвського сільського поселення.
24 квітня 2019 року ліквідоване Старокачеєвське сільське поселення (село Стара Качеєвка, присілки Александровка, Нагорна, Нова Качеєвка, селища Садовий, Феклісов) було включено до складу Такушевського сільського поселення.

## Населення
Населення — 830 осіб (2019, 1152 у 2010, 1461 у 2002).

## Склад
До складу поселення входять такі населені пункти:
| Населений пункт         | Населення, осіб (2002) | Населення, осіб (2010) |
| ----------------------- | ---------------------- | ---------------------- |
| Александровка, присілок | 26                     | 20                     |
| Веденяпіно, село        | 310                    | 205                    |
| Завод, селище           | 5                      | 3                      |
| Нагорна, присілок       | 160                    | 135                    |
| Нова Качеєвка, присілок | 16                     | 10                     |
| Садовий, селище         | 70                     | 33                     |
| Стара Качеєвка, село    | 366                    | 304                    |
| Такушево, село          | 498                    | 440                    |
| Феклісов, селище        | 10                     | 2                      |